# توم هندري
توم هندري هو كاتب كندي، ولد في 1929، وتوفي في 2 ديسمبر 2012.

## روابط خارجية
- توم هندري على موقع IMDb (الإنجليزية)